# Business Bourse

Business Bourse est un hebdomadaire spécialisé sur la finance et la Bourse qui a été publié de 1987 à 1990 par Nicolas Miguet.

## Histoire
Business Bourse été créé par Nicolas Miguet, journaliste  à la rubrique économie de La Croix, au Journal des Finances, puis à Investir, hebdomadaire qu'il quitte fin 1986 pour créer son entreprise en février 1987, qui sera cotée en 1988 au marché hors cote de la Bourse de Paris. D'abord basée sur la lettre confidentielle La Bourse, elle est ensuite consacrée à la création d'un hebdomadaire, Business Bourse, en octobre 1987, juste avant le krach boursier d'octobre 1987.
Nicolas Miguet fait appel à l'un des publicitaires les plus en vue, Nicolas Monnier, le patron de l'agence Alice, qui lance une campagne sur le thème : "Business Bourse, voilà un titre qui rapporte". Début 1989, le tirage revendiqué par journal dépasse 1 200 000 exemplaires par semaine. Mais dès 1989, il s'effondre sous les 20 000 exemplaires. Le 23 octobre 1989, il ne tirait plus qu'à 15 000 exemplaires et le 1er mars 1990, le groupe déposait son bilan.
Parallèlement, en octobre 1989, il avait fondé le quotidien économique, Le Temps de la finance, en recrutant des rédacteurs du Journal des finances, mais le retrait des investisseurs l'avait contraint à arrêter la publication, l'entreprise laissant une facture de 8 millions de francs d'impayés au moment de son dépôt de bilan, ce qui a précipité la fermeture de l'imprimerie choisie par le journal, selon le syndicat du Livre CGT.